# Sergio Barbasio
Sergio Barbasio (Genova, 28 novembre 1940) è un ex pilota automobilistico italiano, vincitore del campionato italiano rally 1971 e nel 1972 su Lancia Fulvia 1.6 Coupé HF.
Soprannominato La Volpe, è stato vice campione europeo di rally nel 1973, vice campione italiano rally 1970 ed è arrivato due volte secondo nel campionato italiano gare in salita 1963 e 1965.

## Palmarès
- Campionato italiano rally: 2
1971 e 1972 su Lancia Fulvia 1.6 Coupé HF